# Casa Roja (Nueva York)
La Casa Roja  es un edificio de apartamentos histórico ubicado en Nueva York, Nueva York. Este edificio se encuentra inscrito  en el Registro Nacional de Lugares Históricos desde el 8 de septiembre de 1983. Harde & Short fue la firma de arquitectos que diseñaron y construyeron la Casa Roja.

## Ubicación
La Casa Roja se encuentra dentro del condado de Nueva York en las coordenadas 40°47′20″N 73°58′51″O / 40.788889, -73.980833.